# Tõrise
Tõrise – wieś w Estonii, w prowincji Saare, w gminie Kaarma. Pod koniec 2004 roku wieś zamieszkiwały 34 osoby. Na wschód od wsi rozpoczyna bieg rzeka Lõve jõgi, która po przebyciu ponad 31 km wpada do jeziora Oessaare laht na terenie rezerwatu Laidevahe looduskaitseala. A na zachód rzeka Põduste. 